# Monumento nacional (Malasia)
El Monumento nacional (en malayo: Tugu Negara) Es una escultura que conmemora a los caídos en la lucha por la libertad de Malasia, sobre todo contra la ocupación japonesa durante la Segunda Guerra Mundial y la Emergencia Malaya que duró desde 1948 hasta 1960. Se encuentra ubicado en Kuala Lumpur. El Parlamento Malayo está situado cerca del monumento.
Es la agrupación de esculturas de bronce más altas del mundo. Todos los años el 31 de julio en el Día de los guerreros, el Yang di-Pertuan Agong, el primer ministro y los jefes del ejército y la policía de presentan sus respetos a los héroes caídos poniendo guirnaldas en el monumento.

## Imágenes

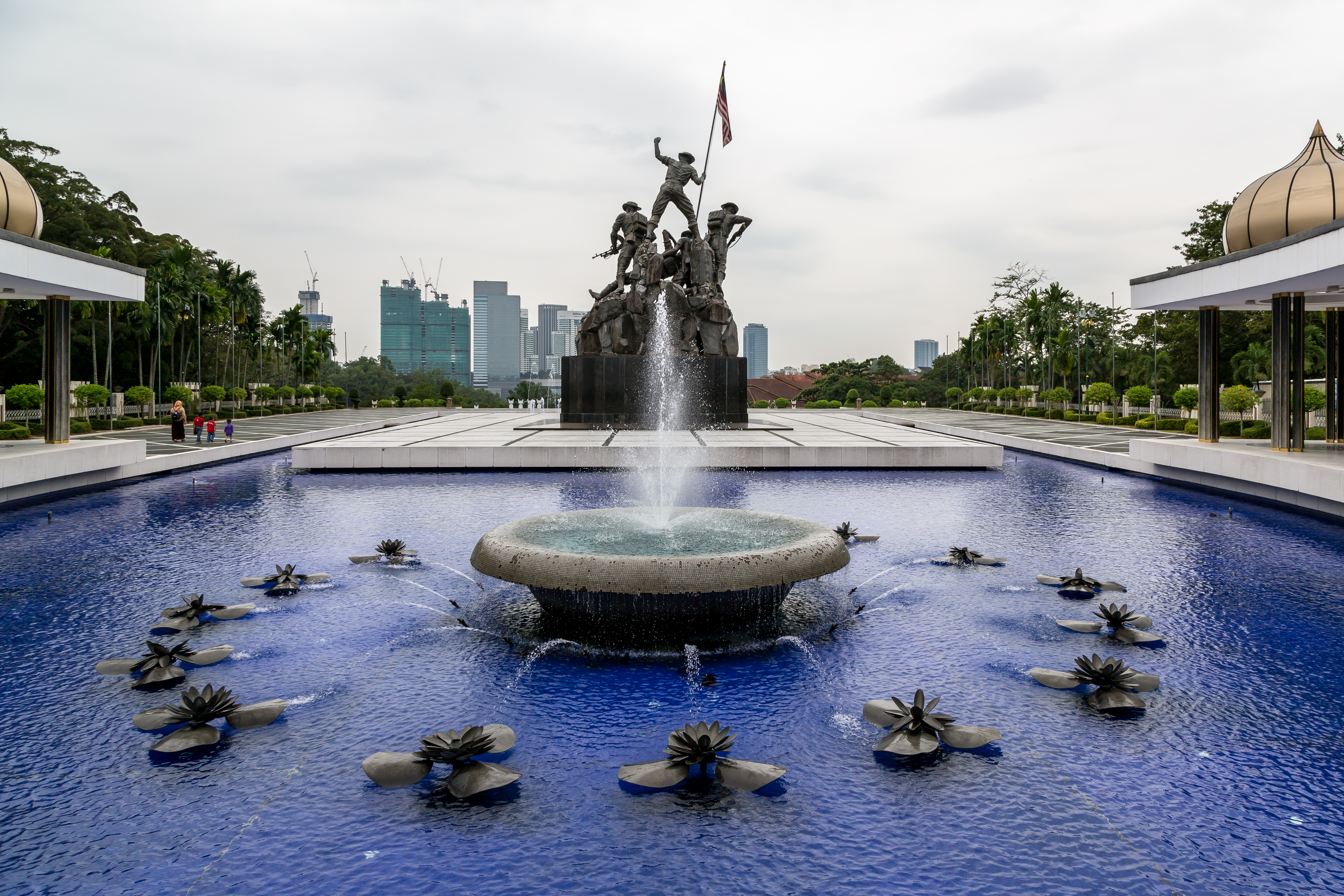
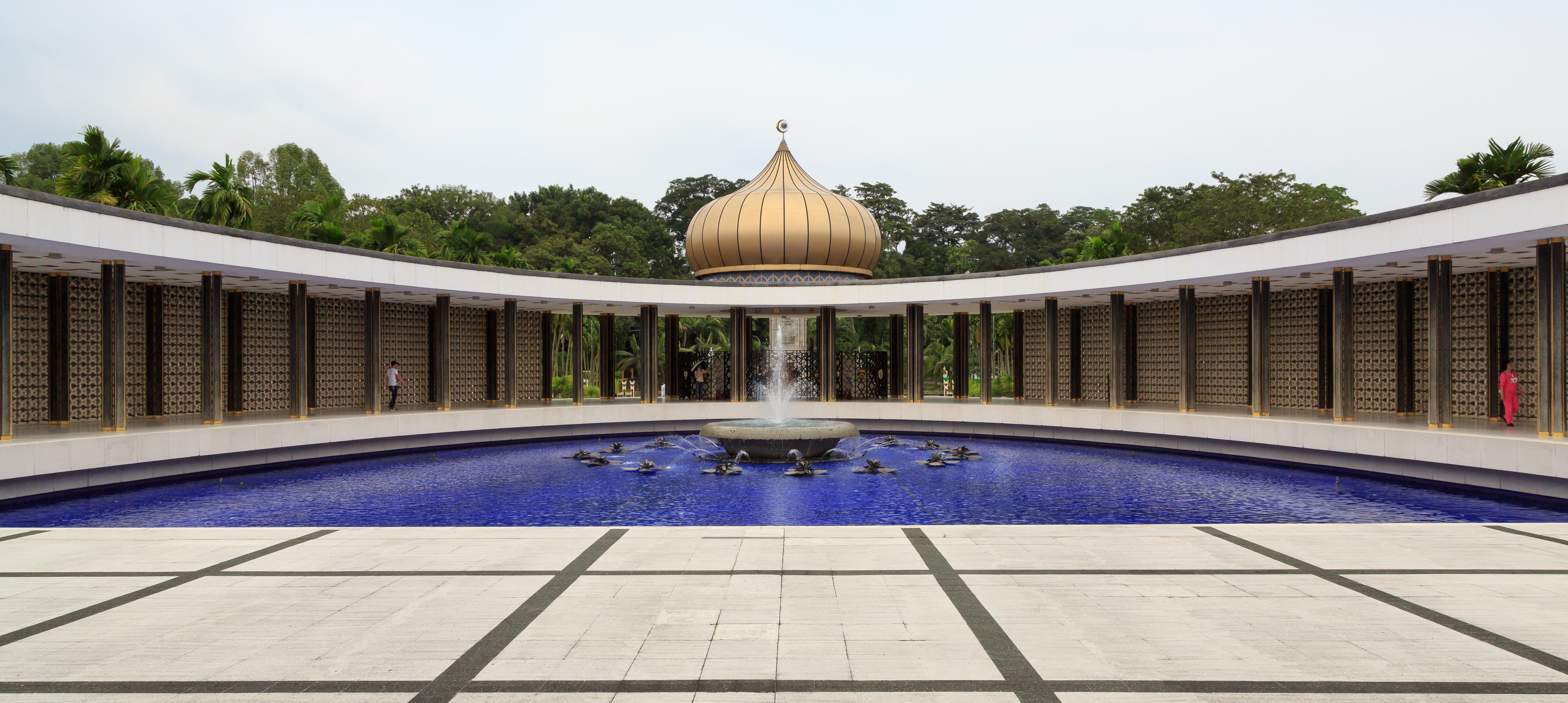
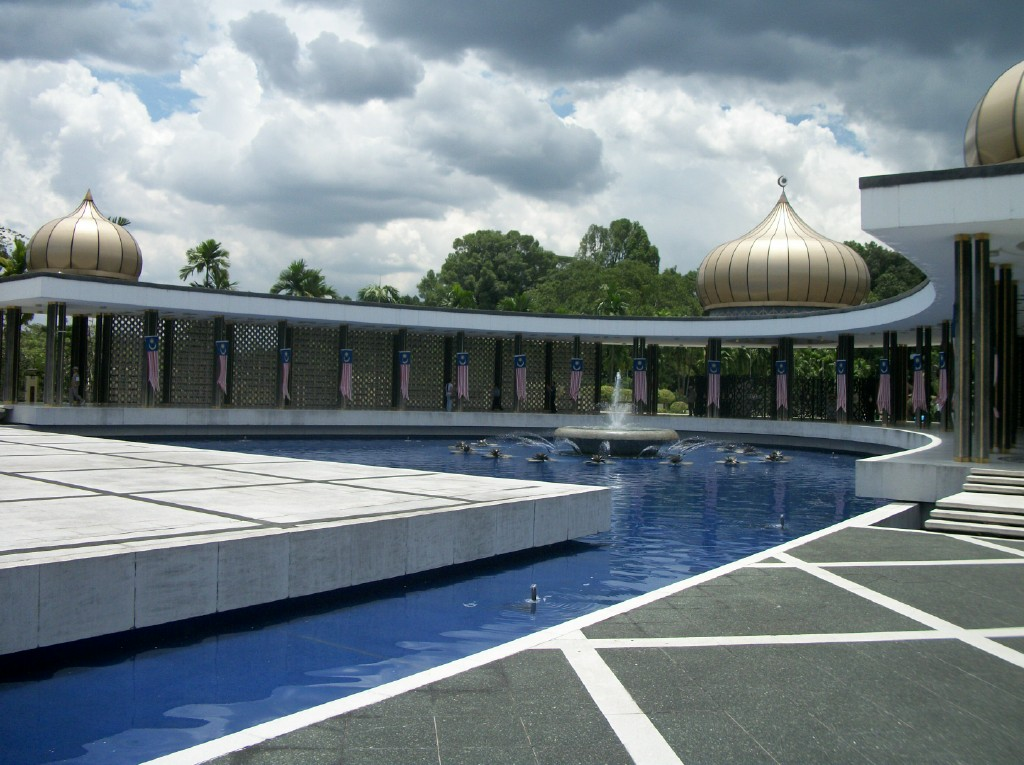
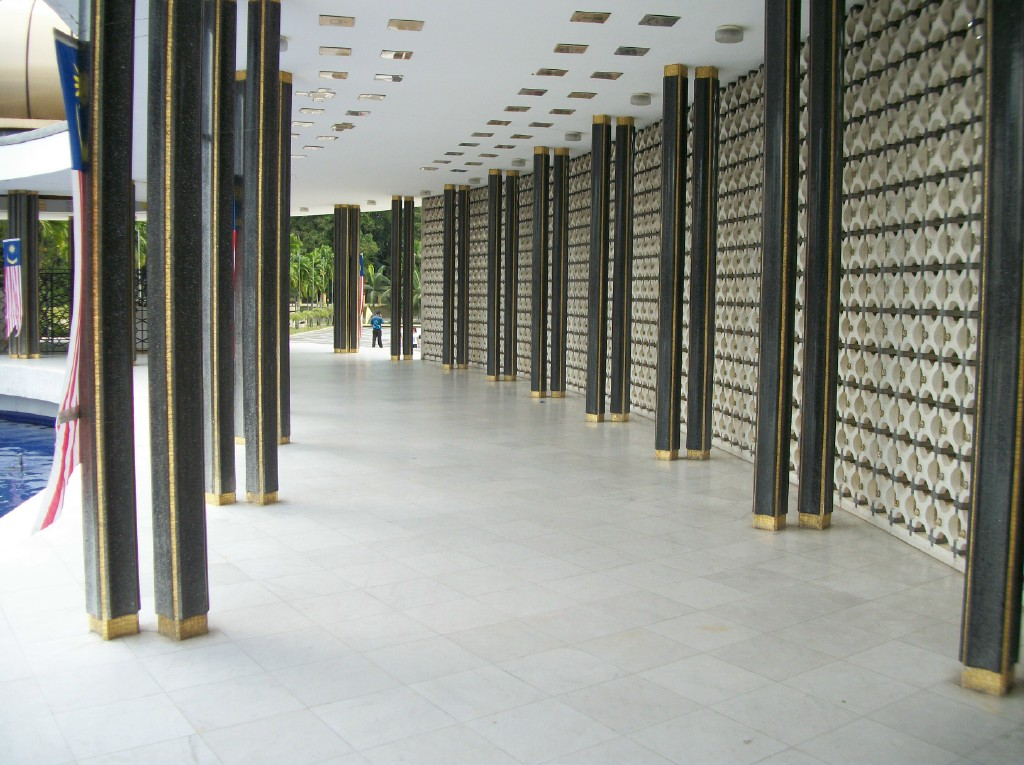